# Pessano con Bornago
Pessano con Bornago is een gemeente in de Italiaanse metropolitane stad Milaan (regio Lombardije) en telt 8718 inwoners (31-12-2004). De oppervlakte bedraagt 6,6 km², de bevolkingsdichtheid is 1384 inwoners per km².

## Demografie
Pessano con Bornago telt ongeveer 3393 huishoudens. Het aantal inwoners steeg in de periode 1991-2001 met 22,7% volgens cijfers uit de tienjaarlijkse volkstellingen van ISTAT.
| Jaar | Inwoneraantal |
| ---- | ------------- |
| 1991 | 6773          |
| 2001 | 8309          |

## Geografie
Pessano con Bornago grenst aan de volgende gemeenten: Cambiago, Caponago, Gessate, Carugate, Gorgonzola, Bussero.